# Bretterwandspitze
Die Bretterwandspitze ist ein 2887 m ü. A. hoher Berggipfel des Gradötzkamms in der Granatspitzgruppe im Gemeindegebiet von Matrei in Osttirol im Bezirk Lienz. Die Bretterwandspitze gilt als einer der Hausberge  bzw. Aussichtsgipfel der Gemeinde Matrei in Osttirol.

## Lage
Die Bretterwandspitze liegt an einem westlichen Seitenkamm des Gradötzkamms, der vom Stellachturm (3038 m ü. A.) nach Südwesten abzweigt. Auf den Stellachturm folgt südwestlich die  Dürrenfeldscharte (2823 m ü. A.), die den Stellachturm vom Nordostgipfel (2855 m ü. A.) der Bretterwandspitze trennt. Gefolgt von einer weiteren Scharte (2755 m ü. A.) steigt der Gebirgskamm zum Hauptgipfel der Bretterwandspitze hoch, danach fällt der Kamm zur Bretterwandhöhe (2620 m ü. A.) und zum Bunzkögele (2430 m ü. A.) ab. Bei der ins Tal weithin sichtbaren Bretterwand handelt es sich um eine Bergflanke, die südlich der Bretterwandhöhe und östlich des Bunzkögele steil nach Südosten abfällt. Nördlich und westlich der Bretterwandspitze befindet sich der Steiner Bach, östlich entspringt der Bretterwandbach.

## Aufstiegsmöglichkeiten
Der Normalweg auf die Bretterwandspitze nimmt seinen Ausgang an einem Parkplatz oberhalb der Streusiedlung Glanz (1530 m ü. A.). Über einen Waldsteig gelangt man über die Waldgrenze und quert danach über die Edelweißwiese nach Nordwesten den Berghang zur Äußeren Steineralm (1914 m ü. A.). Von der Steineralm folgt der Weg zunächst dem Steiner Bach und steigt danach östlich hangaufwärts zum Bunzkögele, von dem man am Grat entlang zunächst die Bretterwandhöhe und danach den Hauptgipfel mit dem Gipfelkreuz erreicht. Alternativ kann der Aufstieg zur Äußeren Steineralm ausgehend von der Felbertauernstraße (Parkplatz Steiner Wasserfall) auch über den Weiler Stein erfolgen.